# Тіс-Нос-Пос
Тіс-Нос-Пос (англ. Teec Nos Pos) — переписна місцевість (CDP) в США, в окрузі Апачі штату Аризона. Населення — 507 осіб (2020).

## Географія
Тіс-Нос-Пос розташований за координатами 36°56′1″ пн. ш. 109°3′50″ зх. д. / 36.93361° пн. ш. 109.06389° зх. д. (36.933729, -109.064023).  За даними Бюро перепису населення США в 2010 році переписна місцевість мала площу 37,03 км², з яких 37,01 км² — суходіл та 0,03 км² — водойми.

### Клімат
Місто знаходиться у зоні, котра характеризується кліматом тропічних степів. Найтепліший місяць — липень із середньою температурою 26.3 °C (79.4 °F). Найхолодніший місяць — січень, із середньою температурою -0.8 °С (30.6 °F).
| Клімат Тіс-Нос-Поса     | Клімат Тіс-Нос-Поса | Клімат Тіс-Нос-Поса | Клімат Тіс-Нос-Поса | Клімат Тіс-Нос-Поса | Клімат Тіс-Нос-Поса | Клімат Тіс-Нос-Поса | Клімат Тіс-Нос-Поса | Клімат Тіс-Нос-Поса | Клімат Тіс-Нос-Поса | Клімат Тіс-Нос-Поса | Клімат Тіс-Нос-Поса | Клімат Тіс-Нос-Поса | Клімат Тіс-Нос-Поса |
| Показник                | Січ.                | Лют.                | Бер.                | Квіт.               | Трав.               | Черв.               | Лип.                | Серп.               | Вер.                | Жовт.               | Лист.               | Груд.               | Рік                 |
| Абсолютний максимум, °C | 20,6                | 22,8                | 27,8                | 38,9                | 37,2                | 40,6                | 40,6                | 39,4                | 36,1                | 36,7                | 26,1                | 26,1                | 40,6                |
| Середній максимум, °C   | 5,1                 | 9,8                 | 14,6                | 20,1                | 25,8                | 31,8                | 33,9                | 32,4                | 28                  | 21,1                | 12,5                | 6,3                 | 20,1                |
| Середня температура, °C | −0,8                | 3,2                 | 7,4                 | 12,2                | 18                  | 23,4                | 26,3                | 24,9                | 20,3                | 13,3                | 5,9                 | 0,1                 | 12,9                |
| Середній мінімум, °C    | −6,7                | −3,2                | 0,3                 | 4,4                 | 10,1                | 15,2                | 18,8                | 17,4                | 12,6                | 5,5                 | −0,8                | −6,1                | 5,6                 |
| Абсолютний мінімум, °C  | −27,8               | −23,9               | −13,3               | −8,3                | −2,8                | 3,3                 | 6,7                 | 4,4                 | −5                  | −6,1                | −15                 | −25,6               | −27,8               |
| Норма опадів, мм        | 17                  | 13                  | 18                  | 13                  | 12                  | 7                   | 23                  | 30                  | 21                  | 23                  | 14                  | 15                  | 207                 |
| Днів з опадами          | 4                   | 3                   | 4                   | 3                   | 3                   | 2                   | 4                   | 5                   | 3                   | 3                   | 3                   | 3                   | 40                  |
| Днів зі снігом          | 0,4                 | 0,4                 | 0,3                 | 0,1                 | 0                   | 0                   | 0                   | 0                   | 0                   | 0,1                 | 0,2                 | 0,3                 | 1,8                 |
| ----------------------- | ------------------- | ------------------- | ------------------- | ------------------- | ------------------- | ------------------- | ------------------- | ------------------- | ------------------- | ------------------- | ------------------- | ------------------- | ------------------- |
| Джерело: Weatherbase    |                     |                     |                     |                     |                     |                     |                     |                     |                     |                     |                     |                     |                     |

## Демографія
Згідно з переписом 2010 року, у переписній місцевості мешкало 730 осіб у 211 домогосподарстві у складі 168 родин. Густота населення становила 20 осіб/км².  Було 258 помешкань (7/км²).
Расовий склад населення:
| - 97,3 % — корінних американців - 0,8 % — білих |

До двох чи більше рас належало 1,9 %. Частка іспаномовних становила 1,4 % від усіх жителів.
За віковим діапазоном населення розподілялося таким чином: 33,3 % — особи молодші 18 років, 56,3 % — особи у віці 18—64 років, 10,4 % — особи у віці 65 років та старші. Медіана віку мешканця становила 29,9 року. На 100 осіб жіночої статі у переписній місцевості припадало 98,9 чоловіків;  на 100 жінок у віці від 18 років та старших — 94,0 чоловіків також старших 18 років.
Середній дохід на одне домашнє господарство  становив 38 179 доларів США (медіана — 30 625), а середній дохід на одну сім'ю — 39 621 долар (медіана — 33 750). Медіана доходів становила 41 645 доларів для чоловіків та 30 000 доларів для жінок. За межею бідності перебувало 41,7 % осіб, у тому числі 45,0 % дітей у віці до 18 років та 22,1 % осіб у віці 65 років та старших.
Цивільне працевлаштоване населення становило 167 осіб. Основні галузі зайнятості: освіта, охорона здоров'я та соціальна допомога — 59,9 %, мистецтво, розваги та відпочинок — 11,4 %, роздрібна торгівля — 10,8 %.